# Al-Hisn (Syria)
Al-Hisn (arab. الحصن) – miejscowość w Syrii, w muhafazie Hims. W 2004 roku liczyła 8980 mieszkańców. Leży u stóp Krak des Chevaliers.